# Morteaux-Coulibœuf
Morteaux-Coulibœuf és un municipi francès situat al departament de Calvados i a la regió de Normandia. L'any 2007 tenia 511 habitants.

## Demografia

### Població
El 2007 la població de fet de Morteaux-Coulibœuf era de 511 persones. Hi havia 204 famílies de les quals 52 eren unipersonals (28 homes vivint sols i 24 dones vivint soles), 60 parelles sense fills, 84 parelles amb fills i 8 famílies monoparentals amb fills.
La població ha evolucionat segons el següent gràfic:
Habitants censats

### Habitatges
El 2007 hi havia 249 habitatges, 200 eren l'habitatge principal de la família, 31 eren segones residències i 18 estaven desocupats. 242 eren cases i 5 eren apartaments. Dels 200 habitatges principals, 152 estaven ocupats pels seus propietaris, 39 estaven llogats i ocupats pels llogaters i 10 estaven cedits a títol gratuït; 10 tenien dues cambres, 30 en tenien tres, 45 en tenien quatre i 116 en tenien cinc o més. 145 habitatges disposaven pel capbaix d'una plaça de pàrquing. A 89 habitatges hi havia un automòbil i a 89 n'hi havia dos o més.

### Piràmide de població
La piràmide de població per edats i sexe el 2009 era:
| Homes | Edats   | Dones |
| ----- | ------- | ----- |
| 0     | 95 o +  | 0     |
| 0     | 90 a 94 | 0     |
| 4     | 85 a 89 | 8     |
| 4     | 80 a 84 | 4     |
| 8     | 75 a 79 | 16    |
| 8     | 70 a 74 | 4     |
| 20    | 65 a 69 | 20    |
| 12    | 60 a 64 | 16    |
| 24    | 55 a 59 | 4     |
| 16    | 50 a 54 | 24    |
| 28    | 45 a 49 | 12    |
| 8     | 40 a 44 | 20    |
| 24    | 35 a 39 | 28    |
| 8     | 30 a 34 | 8     |
| 8     | 25 a 29 | 20    |
| 16    | 20 a 24 | 16    |
| 20    | 15 a 19 | 16    |
| 20    | 10 a 14 | 24    |
| 12    | 5 a 9   | 20    |
| 12    | 0 a 4   | 8     |

## Economia
El 2007 la població en edat de treballar era de 315 persones, 240 eren actives i 75 eren inactives. De les 240 persones actives 205 estaven ocupades (115 homes i 90 dones) i 35 estaven aturades (13 homes i 22 dones). De les 75 persones inactives 20 estaven jubilades, 26 estaven estudiant i 29 estaven classificades com a «altres inactius».

### Ingressos
El 2009 a Morteaux-Coulibœuf hi havia 216 unitats fiscals que integraven 552 persones, la mediana anual d'ingressos fiscals per persona era de 15.810 €.

### Activitats econòmiques
Dels 22 establiments que hi havia el 2007, 1 era d'una empresa extractiva, 3 d'empreses alimentàries, 3 d'empreses de fabricació d'altres productes industrials, 4 d'empreses de construcció, 5 d'empreses de comerç i reparació d'automòbils, 2 d'empreses de transport, 1 d'una entitat de l'administració pública i 3 d'empreses classificades com a «altres activitats de serveis».
Dels 11 establiments de servei als particulars que hi havia el 2009, 1 era una gendarmeria, 1 oficina de correu, 1 funerària, 2 tallers de reparació d'automòbils i de material agrícola, 1 paleta, 1 guixaire pintor, 1 fusteria, 1 electricista, 1 perruqueria i 1 saló de bellesa.
Dels 2 establiments comercials que hi havia el 2009, 1 era una botiga de menys de 120 m² i 1 una joieria.
L'any 2000 a Morteaux-Coulibœuf hi havia 21 explotacions agrícoles que ocupaven un total de 1.313 hectàrees.

## Equipaments sanitaris i escolars
L'únic equipament sanitari que hi havia el 2009 era una farmàcia.
El 2009 hi havia una escola elemental.

## Poblacions més properes
El següent diagrama mostra les poblacions més properes.